# Saadatabad (Yazd)
Saadatabad (em persa: سعادت اباد, também romanizada como Saʿādatābād) é uma aldeia do distrito rural de Mehrabad, no condado de Abarkuh, da província de Yazd, Irã.